# 森喜朗の女性蔑視発言

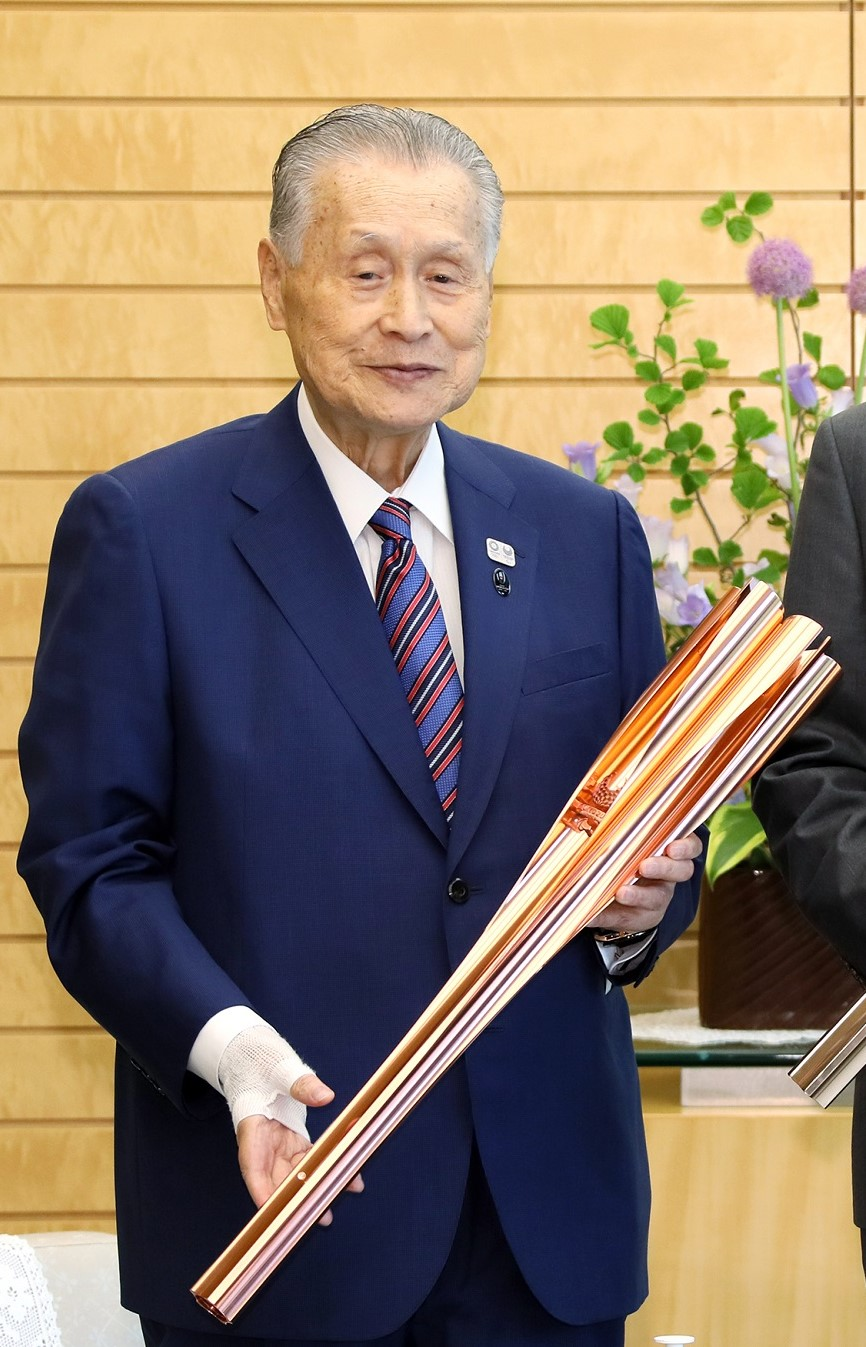
2020年東京パラリンピック聖火リレーのトーチを握る森喜朗（2019年撮影）。

本項では、2021年（令和3年）2月3日に行われた森喜朗の女性蔑視発言（もりよしろうのじょせいべっしはつげん）について述べる。当時東京オリンピック・パラリンピック競技大会組織委員会の会長を務めていた森喜朗が、日本オリンピック委員会の会合で「女性がたくさん入っている理事会は時間がかかります」「（当委員会の女性は）みんなわきまえておられます」などと女性蔑視的な発言をし、多くの批判を浴びた。

## 経過

### 発言
2021年2月3日、日本オリンピック委員会（JOC）の臨時評議員会が開催された。この会はオンラインによるもので、報道陣にも公開されていた。そんな中、最後の挨拶として、当時組織委員会の会長であった森喜朗が以下のように発言した（一部）。
「女性がなんと10人くらいいるのか？　5人いるのか？」との際には出席者から笑いが起きたと報じられている。
森の発言のなかで特に問題視されたのは、
- 女性がたくさん入っている理事会は時間がかかります
- 女性っていうのは優れているところですが競争意識が強い
- 女性を（中略）増やしていく場合は、発言の時間をある程度規制をしておかないとなかなか終わらないから困る
- 私どもの組織委員会にも、（中略）7人くらいおられますが、みんなわきまえておられます

などである。ハフポスト日本語版の中村かさねは、一番問題視するものとして「わきまえている」を挙げ、これを「男性優位主義を丸出しにしたマウント」と分析した。また伊東乾はこれらの発言を「ジェンダーバランスが最初から最後まで崩れまくった妄言」と強く批判した。
またオリンピック憲章の「オリンピズムの根本原則」では、
と定められている。森の発言は、「性別」による差別に反対するこの憲章にも反するものであるとの指摘も相次いだ。日本スポーツとジェンダー学会の会長で中京大学教授の來田享子は、憲章だけでなく国際オリンピック委員会（IOC）の「アジェンダ2020」にも反するとし、発言を傍観した評議員についても不適任と評した。

### 謝罪・撤回
翌4日、会見を開き「オリンピック・パラリンピックの精神に反する不適切な表現であった」として撤回と謝罪をした。「アスリートも運営スタッフも多くの女性が活躍しておりまして大変感謝しています」「引き続き献身して努力していきたい」などと述べて、辞任は否定した。他方、質疑応答では、「会長は女性の話が長いと思っているのか」と問われると「最近女性の話を聞かないからあまりわかりません」と答え、質問を重ねた記者に対しては「面白おかしくしたいから聞いているんだろう」と反発した。女性蔑視発言に続いて、この会見も「逆ギレ会見」として批判された。

### 会長の辞任要求
会見では辞任は否定したものの、それを求める声はさらに高まり、同日にはTwitter（現X）で「#森喜朗氏は引退してください」が日本のトレンド入りする事態となった。
6日夜、組織委員会の公式ホームページに「東京2020大会と男女共同参画について」との題でメッセージが投稿され、「先週の森会長の発言はオリンピック・パラリンピックの精神に反する不適切なものであり、会長自身も発言を撤回し深くおわびと反省の意を表明した」と説明し、「東京大会は最もジェンダーバランスの良い大会となる」とした。8日、自由民主党国会対策委員長の森山裕（当時）は「極めて遺憾な発言だった」としたうえで、「誘致をはじめ献身的に努力してきたことは国民がひとしく理解している」「大会を目前にしている」として森の会長職続投を主張した。
4日の衆議院予算委員会では立憲民主党代表の枝野幸男（当時）が、内閣総理大臣菅義偉（当時）に森に辞任を促すように迫ったが、森の発言内容について「詳細については承知していない」と繰り返した。その後9日には、衆議院本会議で野党の女性議員が、女性参政権運動の象徴とされる白色のスーツを着用して出席した。また、男性の野党議員も胸ポケットに白いバラを差し、女性蔑視への抗議の意を示した。
なお東京新聞の取材では、発言の翌4日には森は会長の辞任を決めていたが副会長遠藤利明や事務総長武藤敏郎らが翻意を促し、安倍晋三（当時前首相）からも電話があったことがわかっている。

### 会長の辞任表明
12日、組織委の理事と評議員らによる合同懇談会で森が会長の辞任を表明した。この時点で評議員を務めていた川淵三郎に森が就任を打診していたが、「密室での後継指名」がまたしても批判を招いた。当初意欲を見せていた川淵も辞退を表明し、最終的に当時東京オリンピック・パラリンピック担当大臣を務めていた橋本聖子が会長に就任した。

## 余波

### 国内外からの批判
この発言が報道されると、国内外から批判が相次いだ。ヒューマン・ライツ・ウォッチやヒューマンライツ・ ナウ、アジア女性資料センター、ホワイトリボンキャンペーン・ジャパンなどの人権団体が相次いで女性蔑視に反対する声明を公表し、マスメディアでも朝日新聞が5日に「（社説）女性差別発言　森会長の辞任を求める」として踏み込んだ内容の社説を出した。4日午前には「＃わきまえない女」が日本のXのトレンド1位になっており、また五輪のスポンサー企業からも苦言が噴出した。
IOCは発言報道直後、「森会長は謝罪した。この問題は決着したと考えている」と述べていたが、批判の高まりを受けて「完全に不適切だ」という声明を公表した。首相菅は「あってはならない発言だと思っている」と述べた。また当時五輪担当大臣だった橋本聖子は4日夕方に森と電話会談を行い、その中で「『あってはならない』という考え」を強く伝えた。
日本国外のメディアも、ニューヨーク・タイムズが「東京オリンピックの会長が会議での女性の制限を示唆」、AFP通信が「東京2020の会長が会議で性差別発言との報道」といった見出しで報じた。

### 大会ボランティア・聖火リレーの辞退
4日以降、約390人が大会ボランティアを、2人が聖火ランナーを辞退したと8日に組織委が公表した。森の女性蔑視発言が影響したと報じられており、福島第一原子力発電所事故の風評被害が続く福島県を走る予定だった男性が「差別は人ごとではない」と辞退で抗議の意思を示すなどした。9日には組織委がランナー全員に謝罪メールを送信した。なお、8日に自民党幹事長の二階俊博がこの事態について「そんなことですぐ辞めると瞬間には言っても」、「落ち着いて静かになったらその人たちの考えもまた変わる」などと述べこちらも批判を浴びている。

### 擁護とその後の森喜朗
批判が渦巻くなか、擁護する声もあった。11日に森の辞任の意向が明らかになると日本のXで「＃森喜朗さんありがとう」がトレンド入りした。有本香が呼び掛けたもので「日本のスポーツ界に大きな足跡を残して頂いたことは忘れません」などの投稿が見られた。
その後2022年6月7日、自民党議員のパーティで「女の人はよくしゃべると言っただけだ。本当の話をするので叱られる」「本当の話を政治家がしないから、世の中がおかしくなっている」などと女性蔑視発言への批判に対する不満を展開した。